# Josep Maria Sonntag
Josep Maria Sonntag (Madrid, 1944-2003) fou un escriptor català de les Borges Blanques, nascut a Madrid al sí d'una família tarragonina i que després va viure a Tarragona i a Suïssa.
L'any 1970, amb 25 anys, va guanyar el Premi Sant Jordi de novel·la amb l'obra Nifades, que estava ambientada en un país fictici que l'autor ja havia fet servir en una obra anterior (Sicònia). Posteriorment es va dir que l'obra era un plagi d'un conte medieval xinès, titulat Jin Ping Mei (en xinès, 金瓶梅), que es pot traduir com La pruna daurada, tot i que a les traduccions occidentals s'ha preferit habitualment El lotus daurat. Segons va semblar, Sonntag havia creat la novel·la basant-se en una traducció alemanya (o espanyola de Mèxic, segons algunes fonts) i va dedicar-la a la seva dona, la senyora Tarradas, amb qui va tenir una filla i un fill. “És una bona traducció”, va declarar en aquella ocasió el president del jurat burlat. Malgrat això, l'escriptor i professor titular en història i cultura de la Xina moderna i contemporània Manel Ollé, al seu llibre Plagia millor! (2022), discrepa d'aquesta interpretació.

## Polèmica
Segons Ollé, en una conversa amb Jordi Nopca publicada al diari Ara, quan Sonntag va rebre el premi Sant Jordi per la novel·la Nifades "Es va trobar amb dos obstacles: primer, la seva joventut, que era sospitosa després de la irrupció, pocs anys abans, de Terenci Moix. L’altre és el paradigma de l’originalitat, que encara imperava. Al cap de publicar el llibre es va dir que plagiava el gran clàssic eròtic del segle XVII xinès Jin Ping Mei, traduït a Mèxic amb el títol Loto dorado: Hsi Men y sus esposas."
Segons explica Nopca, Manel Ollé ha comparat els dos llibres i hi troba similituds: “Però Josep Maria Sonntag va repensar l’obra original. En va fer el que ara en diríem un remake”. Sonntag, desacreditat per la crítica del moment, no va publicar mai més cap altre llibre.

## Publicacions
Llista incompleta d'obres publicades:
- 1969 - Sicònia
- 1970 - Nifades ISBN 8429703187[7]
- inèdit Passeig, passió, mort i ressurrecció de Mannsohn l'home(conservat a la Biblioteca Arxiu Fornas)[8]

## Premis i reconeixements
- 1969 - Finalista Premi Prudenci Bertrana per Sicònia
- 1970 - Premi Sant Jordi de novel·la per Nifades